# Xihe Shuiku
Xihe Shuiku är en reservoar i Kina. Den ligger i provinsen Yunnan, i den sydvästra delen av landet, omkring 120 kilometer nordost om provinshuvudstaden Kunming. Xihe Shuiku ligger 1 902 meter över havet. Arean är 3,6 kvadratkilometer. Trakten runt Xihe Shuiku består till största delen av jordbruksmark. Den sträcker sig 5,1 kilometer i nord-sydlig riktning, och 3,8 kilometer i öst-västlig riktning.
Genomsnittlig årsnederbörd är 1 055 millimeter. Den regnigaste månaden är juni, med i genomsnitt 238 mm nederbörd, och den torraste är januari, med 11 mm nederbörd.